# Áron Márton

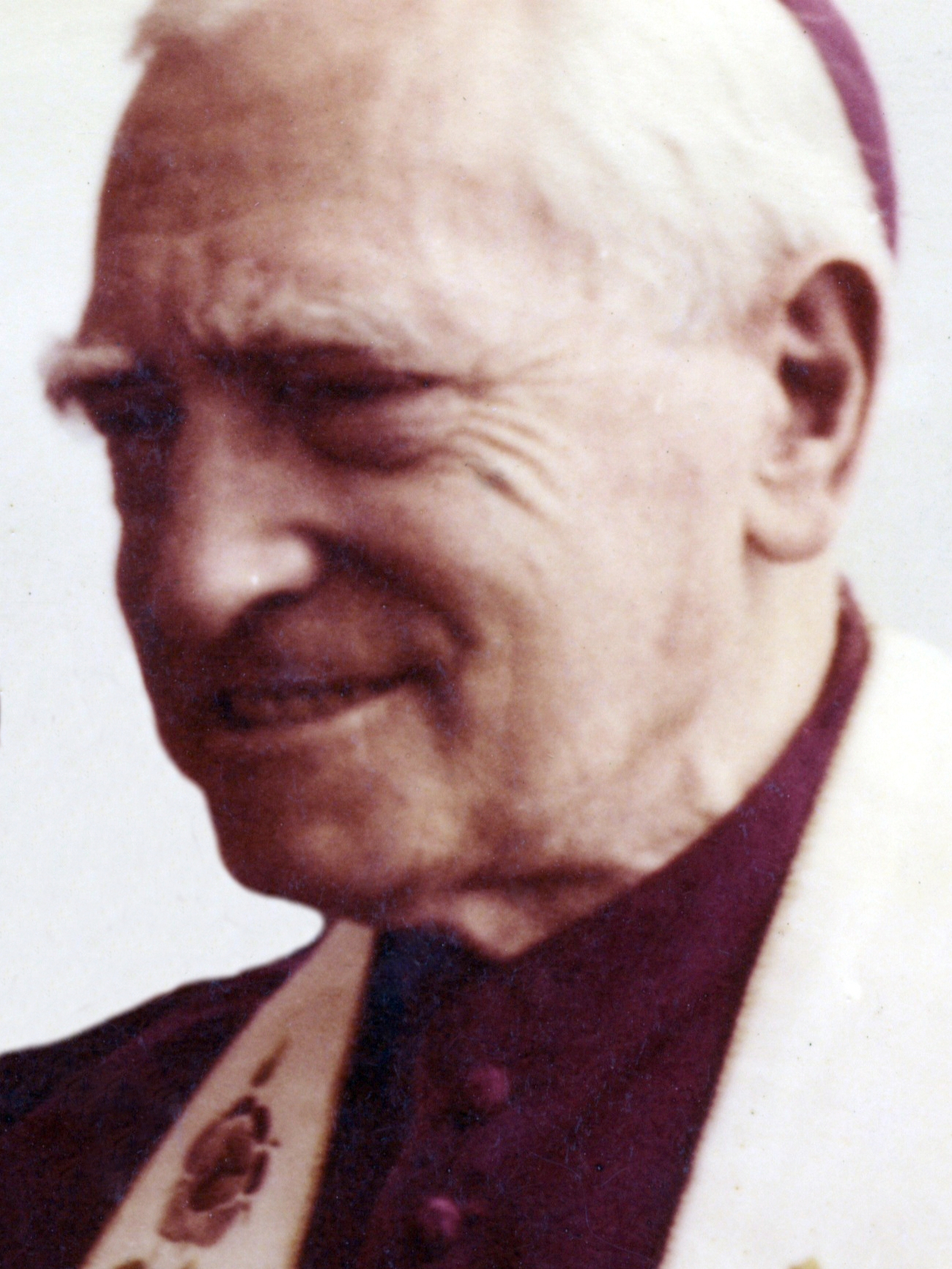
Áron Márton

Áron Márton (* 28. August 1896 in Csíkszentdomokos, Komitat Csík, Königreich Ungarn; † 29. September 1980 in Alba Iulia, SR Rumänien) war Bischof des Bistums Alba Iulia.

## Leben
Márton empfing am 6. Juli 1924 das Sakrament der Priesterweihe. Papst Pius XI. berief ihn am 24. Dezember 1938 zum Bischof von Alba Iulia. Die Bischofsweihe spendete ihm am 12. Februar 1939 der Apostolische Nuntius in Rumänien, Erzbischof Andrea Cassulo; Mitkonsekratoren waren Augustin Pacha, Bischof von Timișoara, und István Fiedler, Bischof von Oradea Mare.
Von 1949 bis 1955 wurde er vom kommunistischen Regime inhaftiert. Von 1970 bis 1980 war er Vorsitzender der Rumänischen Bischofskonferenz.

## Nachwirken
Márton wurde am 27. Dezember 1999 als Gerechter unter den Völkern anerkannt. Im Verlauf des für ihn eröffneten Seligsprechungsverfahrens erkannte ihm Papst Franziskus am 18. Dezember 2024 den heroischen Tugendgrad zu.